# Голобинєк (Мирна Печ)
Голобинєк (словен. Golobinjek) — поселення в общині Мирна Печ, регіон Південно-Східна Словенія, Словенія.